# Hộ khẩu
Hộ khẩu (giản thể: 户口簿; phồn thể: 戶口簿; bính âm: hùkǒu bù) còn được gọi là Hộ tịch, là một phương pháp quản lý dân số chủ yếu dựa vào hộ gia đình. Nó chủ yếu được sử dụng ở Trung Quốc, Đài Loan, Hàn Quốc, Nhật Bản và Việt Nam và một số các quốc gia khác.
Hệ thống này xuống một phần từ các hệ thống đăng ký hộ gia đình Trung Quốc thời cổ đại. Hệ thống đăng ký hộ khẩu cũng có ảnh hưởng tới hệ thống quản lý công dân tại các quốc gia Đông Á láng giềng như hệ thống hành chính công của Nhật Bản (koseki) và Hàn Quốc (hoju), Việt Nam (hộ khẩu). Tại nhiều nước khác, Chính phủ cũng có các loại giấy tờ xác định nơi cư trú của công dân (mục đích tương tự như hộ khẩu, chỉ khác về tên gọi), như Hoa Kỳ quản lý công dân qua các "mã số công dân", các nước EU thì đã thống nhất sử dụng "hộ chiếu EU" là sự hợp nhất bốn loại giấy tờ: hộ khẩu, hộ tịch, CMND, hộ chiếu theo cách gọi ở Việt Nam.
Ngày 30 tháng 10 năm 2017, Việt Nam chính thức bỏ thủ tục cấp sổ hộ khẩu. Thay vào đó, việc quản lý nơi cư trú được thực hiện bởi thẻ căn cước công dân, trên đó có ghi mã số để truy cập vào cơ sở dữ liệu dân cư thông qua internet.

## Lịch sử về hệ thống hộ khẩu

### Trung Quốc cổ đại
Đăng ký hộ khẩu có lịch sử 3000 năm ở thời cổ đại. Trong các bản giáp cốt văn thời nhà Thương có rất nhiều ghi chép về "đăng nhân" và "đăng chúng".
Vào thời nhà Chu, hệ thống kiểm kê dân số và hộ khẩu được sử dụng làm thống kê dân số, làm cơ sở cho một hệ thống phong kiến nghiêm ngặt. "Quốc ngữ - Chu ngữ" ghi lại rằng Chu Tuyên Vương muốn dụng binh chinh phạt miền nam, rất cần nhân lực và tài nguyên vật lực, vì vậy "liêu dân" (đếm dân) nghĩa là kiểm tra hộ khẩu và buộc phải chiêu dụ binh sĩ.
Đến thời Tần, một hệ thống đăng ký hộ gia đình chặt chẽ hơn đã được thành lập, nghĩa là 5 hộ là một đơn vị tối thiểu, phục vụ công tác quản lý quân sự. Thông qua việc thiết lập một hệ thống đăng ký hộ gia đình nghiêm ngặt, Tần có được khả năng thu được nguồn tài chính và thuế mạnh mẽ và khả năng huy động của toàn dân. Cho đến thời nhà Hán, nó được thừa hưởng hệ thống đăng ký cho toàn bộ dân tộc nhà Tần. Tất cả người dân trong nước, bất kể tình trạng của họ, bất kể giới tính, tuổi tác hay trẻ em, được gọi là Dân tề biên hộ (編戶齊民), trở thành công dân (公民; từ này, sớm nhất là thời nhà tiền Tần, nhà nước yêu cầu các huyện vào giữa mùa thu hàng năm, phải tiến hành khảo đếm để cập nhật và đếm dân số, sau đó huyện báo cáo từng hộ tịch lên quận, triều đình lập "kê tướng" và "hộ tào" để quản lý hộ khẩu).
Vào thời nhà Tống, nổi bật về tính cởi mở và phát triển của nền thương nghiệp, hệ thống hộ khẩu chỉ dựa trên dịch chuyển dân cư của những người sống ở thành phố hoặc thị trấn cũng như việc tuyển lính tráng. Dân chúng có thể tự do di chuyển và có được hộ khẩu địa phương trong một năm. Tuy nhiên hệ thống đã nghiêm ngặt một lần nữa sau triều nhà Nguyên và nới lỏng trở lại vào giữa thời nhà Minh.

### Đài Loan
Đài Loan thành lập 132 hệ thống đăng ký hộ khẩu năm 1931.
Lịch sử của hệ thống đăng ký hộ khẩu có thể bắt nguồn từ việc thành lập sổ đăng ký dân số của triều đình nhà Thanh tại Đài Loan theo luật hộ khẩu và thanh tra dân số. Đặc điểm quan trọng nhất là "hộ" (gia đình) là đơn vị cơ bản của tổ chức xã hội. Sau đó, một hệ thống an ninh được thành lập. Mười hộ là một bài đầu, mười bài là một giáp trưởng, mười giáp là một bảo trưởng.
Sau khi Đài Loan bước vào thời kỳ cai trị của Nhật Bản, chính phủ Nhật Bản lúc đó đã chiếm được hệ thống Bảo Giáp của nhà Thanh và kết hợp với các đặc điểm đăng ký hộ gia đình nghiêm ngặt ở Nhật Bản, thành lập "Tổng cục Bảo Gia" để tạo ra các hệ thống đăng ký hộ gia đình riêng của Đài Loan như thôn xã và bảo chính. Hệ thống đăng ký hộ gia đình và dữ liệu cá nhân được cảnh sát kiểm soát thông qua bảo chính, thay vì hệ thống đăng ký hộ gia đình được xử lý bởi cơ quan quản lý hộ gia đình toàn thời gian. Người dân có trách nhiệm ngồi lại với nhau và có thể theo dõi lẫn nhau.
Việc này khiến cho hệ thống đăng ký hộ khẩu ở Đài Loan khác với hệ thống ở lục địa Nhật Bản trong thời cai trị của Nhật Bản. Thông tin đăng ký hộ gia đình của Đài Loan được sử dụng để tăng cường an ninh, tính năng quản lý và an ninh chặt ch.ẽThông tin đăng ký hộ gia đình trong thời cai trị của Nhật Bản được thành lập vào năm 1905. Từ đó một số lượng lớn các tập tin hoàn chỉnh, những dữ liệu đăng ký hộ gia đình và khảo sát quốc gia được lưu trữ này đã đặt nền tảng tốt cho nghiên cứu liên quan.
Sau khi Thế chiến II kết thúc, Chính phủ Quốc dân Trung Hoa Dân Quốc tiếp quản Đài Loan，Luật Nhà ở Trung Hoa Dân Quốc áp dụng tại Đài Loan đã bãi bỏ hệ thống Bảo Chính và bổ nhiệm các vị trí quản lý hộ tịch và kết hợp với hệ thống đăng ký hộ khẩu của Đài Loan. Cảnh sát có thể hỗ trợ nhân viên hộ chính hoặc chủ động kiểm tra tình trạng đăng ký hộ khẩu của người dân để nắm được tình hình dân cư của địa phương và tiếp tục đạt được các mục tiêu phòng chống tội phạm và an ninh công cộng. Năm 1950, "chế độ song quỹ" được đổi thành liên hệ với cảnh sát hộ gia đình: các cơ quan hành chính dân sự chịu trách nhiệm quản lý và đăng ký hộ khẩu và cảnh sát có thể kiểm tra. Sau khi dỡ bỏ thiết quân luật cho tới khi lập lại các cơ quan hành chính chịu trách nhiệm về đăng ký hộ khẩu, tình trạng của hệ thống hộ khẩu dần dần chuyển thành công cụ phúc lợi xã hội quốc gia.
Hệ thống đăng ký hộ khẩu hiện tại ở Đài Loan được tiến hành theo luật đăng ký hộ khẩu. Cơ quan có thẩm quyền là Bộ Nội vụ của Đài Loan, chủ yếu được chia thành đăng ký nhận dạng và đăng ký di trú. Ví dụ, đăng ký khai sinh, đăng ký khai tử, đăng ký kết hôn và đăng ký ly hôn có thể thay đổi danh tính. Ngoài ra, mọi người có thể tự do chuyển chỗ ở, và trong vòng ba tháng sau khi rời khỏi nơi cư trú ban đầu, họ cần báo cáo về nơi chuyển đến. Chính phủ tiến hành kiểm duyệt hộ khẩu cứ sau mười năm, và thường xuyên tiến hành đăng ký hộ gia đình, nhưng việc kiểm tra không nghiêm ngặt, có thể kiểm tra thêm chứng minh thư (chứng kiện).
Địa chỉ đăng kí hộ tịch là nơi cư trú chính thức của mỗi người theo quyết định của chính phủ, do đó, nó có tác động đến quyền và nghĩa vụ của mọi người. Những người đã rời khỏi Đài Loan trong hơn hai năm sẽ được cơ quan quản lý hộ khẩu chủ động xử lý di dời ra nước ngoài. Họ phải nhập cảnh bằng hộ chiếu Đài Loan để khôi phục hộ khẩu.Chẳng hạn, liên quan đến quyền tham gia chính trị, theo luật bầu cử và bãi nhiệm công chức, quyền bầu cử phải được đăng ký tại khu vực bầu cử trong bốn tháng, nếu không họ sẽ mất quyền tham gia chính trị (bầu cử hoặc bỏ phiếu); Về mặt giáo dục bắt buộc, đăng ký hộ gia đình của phụ huynh và trẻ em xác định trường tiểu học quốc gia hoặc trường trung học quốc gia sẽ được phân phối. Trong đăng ký nghĩa vụ quân sự, thị trấn nơi cư trú của nam giới được đăng ký (thị trấn, thành phố, quận) văn phòng xử lý tất cả các vấn đề liên quan đến gọi đi nghĩa vụ.

## Các quốc gia

### Trung Quốc
Do sự liên kết của nó với các chương trình xã hội do chính phủ cung cấp, phân công lợi ích dựa trên tình trạng cư trú nông nghiệp và phi nông nghiệp (thường được gọi là nông thôn và thành thị), hệ thống hukou đôi khi được ví như một dạng hệ thống phân tầng xã hội tại Trung Quốc. Nó đã là nguồn gốc của nhiều bất bình đẳng trong nhiều thập kỷ kể từ khi thành lập nước Cộng hòa Nhân dân Trung Hoa vào năm 1949, khi người dân thành thị nhận được các lợi ích từ lương hưu đến giáo dục đến chăm sóc sức khỏe, trong khi công dân nông thôn thường phải tự lo liệu. Trong những năm gần đây, chính quyền trung ương đã bắt đầu cải cách hệ thống để đáp trả các cuộc biểu tình và một hệ thống kinh tế đang thay đổi, nhưng các chuyên gia suy đoán liệu những thay đổi này có phải là thực chất hay không.

### Việt Nam
Chính quyền Việt Nam Dân chủ Cộng hòa (tiền thân của nước Cộng hòa Xã hội Chủ nghĩa Việt Nam) đã áp dụng phương thức quản lý theo hộ khẩu từ thập niên 1950. Tuy nhiên, đến ngày ngày 1 tháng 1 năm 2023, sổ hộ khẩu và sổ tạm trú giấy không còn được sử dụng mà được thay thế bằng căn cước công dân.

#### Thực hiện ở thành phố
Theo báo cáo của Ủy ban hành chính Hà Nội và Hải Phòng thì trong năm 1956, hai thành phố đã vận động được một số đông đồng bào có quê quán ở nông thôn về địa phương tham gia sản xuất nông nghiệp. Nhưng từ khi phát hiện sai lầm về cải cách ruộng đất và trong khi thành phố tiến hành sửa chữa một số khuyết điểm trong công tác quản lý hộ khẩu, thì số người ở nông thôn lại trở ra thành phố ngày càng nhiều, dân số hai thành phố lại đông hơn trước.
Trong hoàn cảnh kinh tế lúc đó, việc nông dân bỏ nông thôn ra thành phố đã gây ra nhiều bất lợi, làm cho thành phố tăng thêm số người không có việc làm, trong khi ở nông thôn lực lượng sản xuất nông nghiệp bị giảm bớt, ảnh hưởng đến việc thực hiện kế hoạch của Nhà nước. Hội đồng Chính phủ đã có Thông tư số 495 TTg ngày 23 tháng 10 năm 1957 về việc hạn chế đồng bào ở nông thôn ra thành phố. Vận động những người muốn bỏ nông thôn ra thành phố kiếm công ăn việc làm ở lại sản xuất, trường hợp xét thật cần thiết mới cấp giấy cho di chuyển ra thành phố ở như: thợ chuyên nghiệp do cơ quan hoặc tư nhân yêu cầu, các ngành ở trung ương hoặc ở thành phố, mỗi khi cần đến nhân công để xây dựng một công trình gì ở thành phố thì phải có kế hoạch bàn với Bộ Lao động và Sở lao động thành phố để có sự phối hợp và điều chỉnh nhân công cho hợp lý: không tự tiện về nông thôn mộ nhân công. Tuyên truyền để cán bộ, nhân viên ở thành phố không đưa gia đình ra thành phố và khuyến khích trở về nông thôn nếu có điều kiện để sản xuất. Có biện pháp thích hợp về hành chính, về kinh tế để hạn chế nông dân ra thành phố ở như: quản lý chặt chẽ công tác hộ khẩu, giải quyết dần dần hàng vỉa hè v.v...

#### Áp dụng ở nông thôn
Ngày 9 tháng 9 năm 1960 Hội đồng Chính phủ ban hành Điều lệ tạm thời quy định việc tuyển dụng và sử dụng nhân công ở nông thôn kèm theo Nghị định số 36/CP, Bộ Lao động có trách nhiệm quản lý việc thi hành chính sách tuyển dụng và sử dụng nhân công. Dựa theo kế haọch nhân công của kế hoạch Nhà nước và tình hình nhân công địa phương, Bộ lao động phân phối nhiệm vụ cung cấp nhân công cho các khu, thành phố, tỉnh. Các Ủy ban hành chính khu, thành phố, tỉnh có trách nhiệm kế hoạch nhân công và quản lý các nguồn nhân công trong địa phương. Căn cứ vào nhiệm vụ cung cấp nhân công do Bộ lao động giao cho và tình hình nhân công địa phương, các Ủy ban kể trên phân phối nhiệm vụ cung cấp nhân công cho các huyện, châu, quận phân phối lại nhiệm vụ ấy cho các xã, Ủy ban hành chính xã phải căn cứ nhiệm vụ của cấp trên giao cho và tuỳ theo kế hoạch lao động sản xuất của hợp tác xã mà bố trí, giới thiệu người đi làm theo đúng yêu cầu thời gian. Ngoài kế hoạch phân phối, các Ủy ban hành chính huyện (hoặc châu, quận), xã, các Ban quản trị hợp tác xã, các đoàn thể ở nông thôn không được giới thiệu người ra tìm việc tại các thành phố hoặc tại các xí nghiệp, công trường. Không được tuyển dụng địa chủ và các phần tử xấu. Nếu đã trót tuyển dụng địa chủ và những phần tử xấu thì giải quyết: Đối với địa chủ cường hào gian ác và những phần tử xấu "có nhiều tội ác với nhân dân", phải kiên quyết đưa về địa phương như bắt họ phải cải tạo trong lao động sản xuất nông nghiệp, dưới sự kiểm soát của chính quyền và nhân dân địa phương. Đối với địa chủ thường, cũng cho về địa phương, lấy lao động sản xuất nông nghiệp để cải tạo. Đối với địa chủ kháng chiến và con cái địa chủ, thì xử lý theo tinh thần chính sách đang làm ở các xí nghiệp, công trường và làm việc tích cực, có thái độ tốt, thì để họ tiếp tục làm việc, nhưng cần phải theo dõi, giáo dục, giúp đỡ tiến bộ và cho nhập hộ khẩu vào thành phố.
Ngày 27 tháng 6 năm 1964, Hội đồng Chính phủ ban hành Điều lệ đăng ký và quản lý hộ khẩu kèm Nghị định 104/CP. Theo nghị định này, mỗi công dân phải đăng ký là nhân khẩu thường trú trong một hộ nhất định, hộ này là nơi ở thường xuyên của mình. Việc đăng ký và quản lý hộ khẩu lấy hộ làm đơn vị. Một hộ gồm những người ăn ở chung với nhau trong một nhà riêng hoặc trong nhà tập thể của cơ quan, xí nghiệp, công trường, nông trường, lâm trường, trường học. Một người ăn ở riêng một mình cũng kể như một hộ. Trường hợp chuyển chỗ ở đến một thành phố, thị xã, thì khi đến đăng ký lấy giấy "Chứng nhận chuyển đi", đương sự phải đem theo một trong những giấy tờ: Giấy thuyên chuyển công tác; Giấy chứng nhận được tuyển dụng do cơ quan quản lý lao động ở thành phố, thị xã nơi chuyển đến cấp; Giấy chứng nhận trúng tuyển vào học các trường đại học hay trường chuyên nghiệp của thành phố, thị xã đó; Giấy "cho phép chuyển đến" do cơ quan công an của thành phố, thị xã đó cấp. Mẫu sổ hộ khẩu và mẫu các giấy chứng nhận về quản lý hộ khẩu do Bộ Công an quy định.
Theo Nghị định số 51 ký ngày 10 tháng 5 năm 1997 của Chính phủ Việt Nam và Thông tư số 06-TT/BNV (C13), ký ngày 20 tháng 6 năm 1997 của Bộ Nội vụ Việt Nam, mẫu Sổ hộ khẩu do Bộ Nội vụ (nay là Bộ Công an) phát hành thống nhất trong cả nước, gồm các loại chính: Sổ hộ khẩu gốc (sổ đăng kí hộ khẩu) do cơ quan công an trực tiếp lập, lưu giữ. Sổ hộ khẩu gốc được lập theo khu vực dân cư của đơn vị hành chính phường, xã, thôn, xóm, bản, đường phố, tổ dân phố hoặc theo nhà ở tập thể của các cơ quan, tổ chức và là tài liệu pháp lý, làm cơ sở để xác nhận việc cư trú của công dân, là căn cứ để điều chỉnh sổ hộ khẩu gia đình, giấy chứng nhận nhân khẩu tập thể và một số việc khác. Sổ hộ khẩu gia đình được cấp cho từng hộ gia đình để đăng ký hộ khẩu thường trú trên các địa bàn trong cả nước.
Ở nông thôn, trừ các xã, thị trấn của các thành phố trực thuộc trung ương, sổ hộ khẩu do trưởng công an xã, thị trấn lập và lưu giữ. Ở các thành phố trực thuộc trung ương, thành phố thuộc tỉnh và thị xã, sổ hộ khẩu do trưởng công an quận, huyện, thị xã, thành phố thuộc tỉnh lập và lưu giữ. Sổ có giá trị pháp lý khi giao dịch các công việc có liên quan đến yêu cầu cần có sổ hộ khẩu. Giấy nhân khẩu tập thể do trưởng công an quận, huyện, thị xã, thành phố thuộc tỉnh ký. Giấy có giá trị pháp lý khi quan hệ giao dịch có liên quan đến yêu cầu cần có sổ hộ khẩu. Trước đó, việc quản lý và cấp sổ hộ khẩu được tiến hành theo quy định của Nghị định số 104-CP, ngày 27 tháng 6 năm 1964 và Nghị định số 4-HĐBT, ngày 7 tháng 1 năm 1988.

#### Quy định hiện hành 2017
Theo Nghị quyết 112/NQ-CP của Chính phủ Việt Nam do Thủ tướng Nguyễn Xuân Phúc ký có hiệu lực từ ngày 30 tháng 10 năm 2017 ban hành về việc đơn giản hóa thủ tục hành chính, giấy tờ công dân liên quan đến quản lý dân cư thuộc phạm vi chức năng quản lý nhà nước của Bộ Công an, để thống nhất việc quản lý bằng mã số định danh cá nhân.
Theo đó, ở nhóm thủ tục đăng ký thường trú sẽ bãi bỏ hình thức quản lý dân cư đăng ký thường trú bằng Sổ hộ khẩu và thay thế bằng hình thức cập nhật thông tin trên Cơ sở dữ liệu quốc gia về dân cư. Đồng thời, các loại giấy tờ về chuyển hộ khẩu, chứng minh mối quan hệ gia đình, giấy khai sinh đối với trẻ em đăng ký thường trú cũng sẽ được bãi bỏ. Việc quản lý tạm trú cũng sẽ không còn Sổ tạm trú mà thay bằng việc cập nhật thông tin cá nhân trên Cơ sở dữ liệu quốc gia về dân cư. Cùng với đó, các thủ tục như tách sổ hộ khẩu, cấp đổi sổ hộ khẩu, cấp đổi sổ tạm trú, gia hạn tạm trú… cũng được bãi bỏ. Các thủ tục liên quan đến lĩnh vực xuất nhập cảnh, đăng ký ngành nghề kinh doanh có điều kiện… cũng sẽ bỏ việc yêu cầu người dân phải xuất trình sổ hộ khẩu, giấy Chứng minh nhân dân.
Trên giấy tờ thì chính quyền chính thức bỏ hộ khẩu nhưng một số luật gia thì sắc lệnh chỉ chuyển hình thức hộ khẩu bằng giấy sang hộ khẩu điện tử vì công an vẫn quản lý thủ tục đăng ký nơi cư trú. Hiện tại, đây là cũng là cách nhiều nước trên thế giới áp dụng để quản lý dân cư.
Từ ngày 1 tháng 7 năm 2021, chấm dứt việc cấp mới, đăng kí mới Sổ hộ khẩu giấy. Theo Luật Cư trú 2020, toàn bộ sổ hộ khẩu đã cấp cho công dân sẽ không còn giá trị sử dụng sau ngày 31 tháng 12 năm 2022.

### Trung Quốc và Đài Loan
Hộ khẩu hiện đại của Trung Quốc được áp dụng từ năm 1953. Hiện tại Trung Quốc và Đài Loan vẫn duy trì hệ thống hộ khẩu.

### Triều Tiên
Hiện tại Triều Tiên vẫn duy trì hệ thống hộ khẩu và kiểm soát chặt chẽ đi lại và di chuyển chỗ ở từ nông thôn - thành thị và ra nước ngoài.

### Hàn Quốc
Hệ thống hộ khẩu ở Hàn Quốc có tên là Hoju (Hangul: 호주; hanja: 戶主; âm Hán Việt: hộ chủ) được áp dụng từ năm 1953 nhưng đến năm 2008 thì bị triệt bỏ vì cho là vi hiến chiếu theo Tòa Hiến pháp. Tại Hàn Quốc, hệ thống hoju đã bị bãi bỏ vào tháng 1 năm 2008.

### Nhật Bản
Ở Nhật Bản, hộ khẩu được gọi là "koseki" hay phiếu chứng nhận nơi cư trú. Công dân phải đăng ký cư trú tại đơn vị hành chính nơi đang cư trú. Phiếu cư dân cần dùng cho việc đăng ký nhà đất, xin nhập học, vay ngân hàng hoặc thi lấy giấy phép lái xe… Khi chuyển địa chỉ, dân Nhật cần đến cơ quan hành chính quận/huyện, điền vào phiếu chuyển địa chỉ rồi nộp cho phòng cư dân, thủ tục này chỉ mất 15 phút. Khi cần phiếu cư dân, họ điền vào đơn xin cấp phiếu cư dân, nộp lệ phí rồi được hẹn lịch lấy, thủ tục này cũng chỉ mất khoảng 15 phút.

### Nga
Mặc dù không liên quan về nguồn gốc, propiska ở Liên Xô và đăng ký thường trú tại Nga có mục đích tương tự và phục vụ như một hình mẫu cho hệ thống hộ khẩu của Trung Quốc ngày nay.

## Tranh luận
Hộ khẩu không chứng minh quyền sở hữu bất động sản của các cá nhân mà chỉ là giấy tờ đăng ký địa chỉ chính thức của một ngôi nhà hoặc căn hộ, giúp chứng minh việc cư trú hợp pháp của một người nào đó, được sử dụng làm địa chỉ cho các dịch vụ và chuyển phát thư tín. Với mỗi quốc gia, việc đăng ký thường trú của công dân tại địa phương là cần thiết, không chỉ để quản lý cư trú mà còn để công dân có trách nhiệm thực hiện nghĩa vụ và hưởng các quyền lợi của mình tại địa phương đăng ký. Phải có đăng ký cư trú thì chính quyền địa phương mới biết mình đang quản lý ai, dân số bao nhiêu, lực lượng lao động như thế nào…, từ đó có cơ sở xây dựng kế hoạch phát triển kinh tế - xã hội và an ninh quốc phòng.
Theo đài RFI của Pháp, theo cách quản lý của các nước Tây phương thì cư dân không có hộ khẩu. Tại Việt Nam chế độ hộ khẩu bị chỉ trích là kìm hãm và gây phiền toái trói buộc người dân, đặt chính quyền ở địa vị ban phát quyền sống và mưu cầu hạnh phúc cho dân. Tuy nhiên, mục đích chính của hộ khẩu là nhằm đảm bảo an ninh trật tự xã hội, kế hoạch hóa kinh tế và quản lý dân cư. Tại chính nước Pháp, trong năm 2016 liên tục xảy ra các vụ tấn công khủng bố, đặc biệt là chuỗi các vụ khủng bố tháng 11/2015. Điều này cho thấy, tại Pháp và một số nước châu Âu khác hứng chịu khủng bố đang tồn tại những lỗ hổng an ninh đáng lo ngại. Với việc thiếu hệ thống hộ khẩu nên đã khiến cho Pháp và các nước này mất đi một công cụ để kiểm tra, giám định và phát hiện giấy tờ giả mà các đối tượng khủng bố sử dụng. Việc thiếu hộ khẩu đã dẫn tới việc hồ sơ theo dõi các đối tượng nguy hiểm của an ninh, cảnh sát Pháp có nhiều bất cập, các đối tượng không được cập nhật mới, không giám sát được quá trình di chuyển, kết nối với nhau và tiến hành khủng bố của các đối tượng xấu.
Theo khảo sát của Ngân hàng Thế giới năm 2016 thì cơ chế hộ khẩu là cản trở trong nền kinh tế Việt Nam vì những bất cập tạo ra phân biệt bất bình đẳng trong quần chúng.
Tùy theo từng địa phương trên đất nước Việt Nam lại có những quy định riêng về việc nhập hộ khẩu, đặc biệt là tại các thành phố lớn như Hà Nội và Thành phố Hồ Chí Minh. Vào năm 2006, quốc hội và Chính phủ Việt Nam đang xem xét lại những vấn đề bất cập của hộ khẩu và vấn đề nhập khẩu về các thành phố lớn. Bộ trưởng công an Lê Hồng Anh đã có chỉ thị cho việc nhập khẩu tại các thành phố lớn, tuy nhiên, việc nhập khẩu vào Thủ đô Hà Nội vẫn rất khó khăn do những quy định của chính quyền và công an địa phương.
Theo RFA thì trong cuộc thống kê dân số năm 2015, hơn 2 triệu người ở Thành phố Hồ Chí Minh không có hộ khẩu hợp pháp. Ở Hà Nội con số này lên hơn 1 triệu. Ngân hàng Thế giới và Viện Hàn Lâm Khoa học Xã hội Việt Nam đều cho rằng chế độ hộ khẩu không còn thích hợp với tình hình Việt Nam vào giữa thập niên 2010 nữa vì gây nhiều bất cập cho dân chúng, khiến nhiều người không thể tiếp nhận những dịch vụ cơ bản. Vì cho là cư dân bất hợp pháp thường tập trung ở những thành phố lớn nên tình trạng không có hộ khẩu sinh ra những khu gia cư tạm bợ, thiếu hạ tầng cơ sở để cung ứng vệ sinh, nước sạch, cống rãnh, bệnh viện, trường học và đường sá giao thông.
Theo Nghị quyết 112/NQ-CP của Chính phủ Việt Nam do Thủ tướng Nguyễn Xuân Phúc ký có hiệu lực từ ngày 30 tháng 10 năm 2017, ở nhóm thủ tục đăng ký thường trú sẽ bãi bỏ hình thức quản lý dân cư đăng ký thường trú bằng Sổ hộ khẩu và thay thế bằng hình thức cập nhật thông tin trên Cơ sở dữ liệu quốc gia về dân cư. Việc quản lý tạm trú cũng sẽ không còn Sổ tạm trú mà thay bằng việc cập nhật thông tin cá nhân trên Cơ sở dữ liệu quốc gia về dân cư. Các thủ tục liên quan đến lĩnh vực xuất nhập cảnh, đăng ký ngành nghề kinh doanh có điều kiện… cũng sẽ bỏ việc yêu cầu người dân phải xuất trình sổ hộ khẩu, giấy Chứng minh nhân dân. Sắc lệnh này chuyển hình thức hộ khẩu giấy sang hộ khẩu điện tử. Hiện tại, đây là cũng là cách nhiều nước trên thế giới áp dụng để quản lý dân cư.
Tại nhiều nước, Chính phủ áp dụng "thẻ thuế", thông qua việc quản lý thuế và thu thuế để nắm được số lượng công dân, nơi cư trú của công dân. Mỗi người dân trưởng thành, mỗi hộ kinh doanh đều phải lập các thẻ thuế, trong đó ghi rõ thông tin về công dân, nơi cư trú. Ở Hoa Kỳ thì quản lý công dân qua các "mã số công dân", mỗi người dân khi sinh ra được cấp một số công dân, tất cả giấy tờ như chứng minh nhân dân, hộ chiếu, bằng lái xe, thẻ học sinh, thẻ quân dịch, thẻ thuế... đều mang con số này. Các nước EU thì đã thống nhất sử dụng một "hộ chiếu EU", đây là sự hợp nhất bốn loại giấy tờ: hộ khẩu, hộ tịch, CMND, hộ chiếu theo cách gọi ở Việt Nam hiện nay. Như vậy, tuy không áp dụng sổ hộ khẩu nhưng thực ra Chính phủ các nước vẫn áp dụng những công cụ khác nhau để quản lý cư trú của người dân, về bản chất cũng không khác gì hộ khẩu mà chỉ khác về tên gọi. Khi mà Chính phủ vẫn coi công tác đăng ký quản lý nơi cư trú là biện pháp quan trọng để quản lý xã hội thì luôn cần phải có giấy tờ xác định nơi cư trú của công dân, không chỉ Việt Nam mà các nước châu Âu, Hoa Kỳ... cũng có những loại giấy tờ như vậy (chỉ khác nhau về tên gọi).